# Alan J. Heeger
Alan Jay Heeger (Sioux City, Iowa; 22 de enero de 1936) es un físico estadounidense, galardonado con el Premio Nobel de Química en el 2000.

## Biografía
Se licenció en la Universidad de Nebraska en 1957, y en 1961 obtuvo el grado de Doctor en Ciencias Físicas por la Universidad de California en Berkeley. Se integró en la Universidad de Pensilvania en 1962, y hasta 1982 su carrera estuvo íntimamente ligada a esta Institución Académica, en la que ocupó los cargos de Profesor asistente, profesor numerario, director del Laboratorio para la investigación sobre la estructura de la materia y, entre 1981 y 1982, vicerrector de investigación.
Ese mismo año pasó a la Universidad de California en Santa Bárbara como profesor de Física y Director del Instituto para Polímeros y Sólidos Orgánicos en la misma Universidad.
En 1990 fundó, junto a su colega Paul Smith, la Corporación UNIAX, de la que es presidente y director de investigación, y que fue adquirida por DuPont.

## Investigaciones científicas
Durante su carrera ha publicado numerosos artículos químicos sobre materiales, especialmente sobre moléculas inorgánicas. Sus investigaciones sobre la capacidad conductora de los átomos inorgánicos y sus aplicaciones literarias le han valido tres galardones, entre los que destacan el Premio Balzan, el Premio John Scout o el Premio Oliver E. Buckley para la Materia Física Concentrada. En el año 2000 la Academia Sueca le otorgó el Premio Nobel de Química por su contribución al conocimiento y desarrollo de la ciencia de los polímeros inorgánicos conductores de la electricidad, también conocidos como "metales sintéticos", galardón que compartió con el neozelandés Alan G. MacDiarmid y el japonés Hideki Shirakawa. Su teoría de los átomos postulaba que varios monómeros formaban un átomo.